# اعراق علیا
اعراق علیا یک منطقهٔ مسکونی در افغانستان است که در ولسوالی شیبر در ولایت بامیان واقع شده‌است. 